# Disuguaglianza di Weitzenböck
In matematica, la disuguaglianza di Weitzenböck o disuguaglianza di Ionescu-Weitzenböck è un teorema riguardante la relazione tra i lati di un triangolo.

## Il teorema

Qualunque triangolo di lati {\displaystyle a}, {\displaystyle b} e {\displaystyle c} e superficie {\displaystyle \Delta } soddisfa la disuguaglianza di Weitzenböck:
{\displaystyle a^{2}+b^{2}+c^{2}\geq 4{\sqrt {3}}\Delta .}
Il caso di uguaglianza si verifica se e solo se il triangolo è equilatero.

### Dimostrazione
Si vuole dimostrare la veridicità della disuguaglianza in modo diretto utilizzando solo qualche nozione di trigonometria. Indichiamo con {\displaystyle \gamma } l'angolo opposto al lato {\displaystyle c.} Dal teorema:
{\displaystyle a^{2}+b^{2}+c^{2}-4{\sqrt {3}}\Delta \geq 0.}
In accordo con due noti teoremi di trigonometria, possiamo esprimere il lato {\displaystyle c} e la superficie {\displaystyle \Delta } del triangolo in funzione dei lati {\displaystyle a} e {\displaystyle b} e dell'angolo {\displaystyle \gamma } mediante le seguenti espressioni:
{\displaystyle c^{2}=a^{2}+b^{2}-2ab\cos \gamma \quad } (si veda teorema del coseno),
{\displaystyle \Delta ={\frac {ab\sin \gamma }{2}}.}
Sostituendo nella disuguaglianza otteniamo:
{\displaystyle a^{2}+b^{2}+\left(a^{2}+b^{2}-2ab\cos \gamma \right)-2ab{\sqrt {3}}\sin \gamma \geq 0.}
Sviluppando i conti in modo molto semplice:
{\displaystyle 2a^{2}+2b^{2}-2ab\left(\cos \gamma +{\sqrt {3}}\sin \gamma \right)\geq 0,}
{\displaystyle 2a^{2}+2b^{2}-4ab\left({\frac {1}{2}}\cos \gamma +{\frac {\sqrt {3}}{2}}\sin \gamma \right)\geq 0.}
Ricordando che {\displaystyle {\frac {1}{2}}=\cos {\frac {\pi }{3}}} e {\displaystyle {\frac {\sqrt {3}}{2}}=\sin {\frac {\pi }{3}}}:
{\displaystyle 2a^{2}+2b^{2}-4ab\left(\cos {\frac {\pi }{3}}\cos \gamma +\sin {\frac {\pi }{3}}\sin \gamma \right)\geq 0.}
Ora, applicando la formula del coseno per una differenza di angoli in modo inverso:
{\displaystyle 2a^{2}+2b^{2}-4ab\cos \left(\gamma -{\frac {\pi }{3}}\right)\geq 0.}
Sommando e sottraendo da {\displaystyle 4ab} si ottiene:
{\displaystyle 2a^{2}-4ab+2b^{2}+4ab-4ab\cos \left(\gamma -{\frac {\pi }{3}}\right)\geq 0,}
{\displaystyle 2(a-b)^{2}+4ab\left(1-\cos {\left(\gamma -{\frac {\pi }{3}}\right)}\right)\geq 0.}
Siccome si tratta di una somma di due quantità sempre positive, ottengo che la disuguaglianza è vera per ogni {\displaystyle a,b,\gamma }.
Si nota inoltre che l'uguaglianza perviene solo quando i due lati sono uguali e l'angolo pari a {\displaystyle {\frac {\pi }{3}}}

## Storia
La disuguaglianza venne pubblicata per la prima volta nel 1897 nella rivista di matematica romena Gazeta Matematică. Infatti, il seguente problema (Problema 273) venne proposto da Ion Ionescu:
(Ion Ionescu)
Una soluzione del problema venne pubblicata sulla stessa rivista l'anno successivo. Tuttavia, Roland Weitzenböck pubblicò nel 1919 un articolo su Mathematischen Zeitschrift dal titolo "Über eine Ungleichung in der Dreiecksgeometrie". Della seguente disuguaglianza vennero date diverse dimostrazioni e generalizzazioni:
(Roland Weitzenböck)
Nel 1961 la disuguaglianza venne proposta come secondo problema nella terza edizione delle Olimpiadi Internazionali di Matematica: